# Phéroas
Phéroas (né vers -68, mort à une date inconnue) est un prince de Judée. Il est le troisième fils d'Antipater et de Cypros ainsi que le frère d'Hérode le Grand.
D'une épouse inconnue il eut une fille qui épousera son oncle Hérode le Grand dont elle fut la sixième épouse.